# Франсіско Роблес
Франсіско Роблес Гарсія (ісп. Francisco Robles‎‎‎‎; 1810—1893) — еквадорський політик, президент країни з жовтня 1856 до кінця серпня 1859 року.